# Jorge Monjane
Jorge Monjane (Maputo, 22 de abril de 2000) é um jogador de vôlei de praia moçambicano.

## Carreira
Em 2018, Jojó como é conhecido, formava dupla com Arsenio Guvu e participaram da edição do Campeonato Mundial Sub-19 em Nanquim e terminaram na nona posição, mesma posição que alcançaram nos Jogos Olímpicos da Juventude realizado em Buenos Aires.Em 2019, formou dupla com José Alberto Mondlane no Campeonato Mundial Sub-21 em Udon Thani, e terminaram na décima sétima colocação
Na temporada de 2021, iniciou com José Alberto Mondlane e venceram a segunda etapa realizado pelo circuito nacional em Maputo e o vice-campeonato na primeira etapa realizada nesta  cidade, depois, formou dupla com Ainadino Martinho para a segunda fase da Continental Cup e venceram, depois obtiveram o segundo lugar a fase final, ambas no Marrocos. 
Com Ainadino Martinho, competiu a temporada de 2022, venceram as etapas de Maputo, Johannesburgo, Botswana e Zimbabwe, além do vice-campeonato em Lesotho pelo circuito africano, também conquistaram a medalha de prata no Campeonato Africano em Agadir e disputaram o Campeonato Mundial de 2022 em Roma.
Em 2023,eles terminaram em terceiro lugar no circuito africano na África do Sul em Maputo, e conquistaram o título no Zonal 6 em Moçambique, juntos disputaram a edição do Campeonato Mundial de Vôlei de Praia de 2023 nas cidades mexicanas de Tlaxcala de Xicohténcatl,  Apizaco e Huamantla terminaram em trigésimo terceiro lugar.